# Schouwsmolen
De Schouwsmolen (ook: Schousmolen of Molen van Thorn) is een watermolen op de Itterbeek, gelegen aan Margarethastraat 73 te Ittervoort.
Op deze plek aan de Itterbeek ligt al sinds 1252 een watermolen. Deze onderslagmolen fungeerde als korenmolen. In 1984 werd de molen rijksmonument.

## Geschiedenis
In 1630 werd op deze plaats een watermolen gebouwd, en in 1830 werd de molen vergroot. De huidige molenaarswoning is van 1822. In 1902 werd het waterrad vernieuwd, waarbij de houten as door een metalen exemplaar werd vervangen. In 1928 werd tevens een elektromotor geplaatst: De beek leverde weinig waterkracht.
Na de Tweede Wereldoorlog werd uiteindelijk het rad verwijderd, het stuwrecht verkocht aan het waterschap en in 1963 werd ook de molen verkocht, en wel aan de gemeente Hunsel. Het binnenwerk van de molen was nog intact, waar de sluiswerken waren vervallen.
In 1966 werd de molen met erf, woonhuis en schuur verkocht aan een particulier. Deze trachtte tevergeefs de molen weer draaiende te krijgen. In 2010 werd alsnog een plan ontworpen voor restauratie van de molen. Er zou weer een rad aangebracht worden in de vorm van een kopie van het oorspronkelijke rad, wat in 2015 daadwerkelijk gebeurde.

## Huidige functie
De molen werd daardoor weer maalvaardig. Sindsdien wordt er weer koren in gemalen en tevens elektriciteit mee opgewekt. De molen is ook te bezoeken.